# Gustav von Vaerst
Gustav von Vaerst (Meiningen, 19 de Abril de 1894 - 11 de Outubro de 1975) foi um general alemão, que teve como seu comando mais importante o 5º Exército Panzer.

## História
Foi um oficial cadete no Exército Alemão em 1912 e Leutnant num regimento Hussars em 1914. Ele se manteve no serviço militar no período entre as duas guerras mundiais, subindo para a patente de Oberst em 1 de Março de 1939.
Promovido para Generalmajor em 1 de Setembro de 1941, se tornou posteriormente um Generalleutnant em 1 de Dezembro de 1942 e General der Panzertruppe em 1 de Março de 1943. Durante este período ele comandou o 2. Schtz.Brig. (1 de Setembro de 1939), 15ª Divisão Panzer (9 de Dezembro de 1941) e o 5º Exército Panzer (9 de Março de 1943).
Foi feito prisioneiro no Norte da África em 9 de Maio de 1943. Faleceu em 11 de Outubro de 1975.

## Condecorações
Foi condecorado com a Cruz de Cavaleiro da Cruz de Ferro (30 de Julho de 1940).